# Bell 206
El Bell 206 és una família d'helicòpters amb hèlice de dues pales i configuracions d'un o dos motors dissenyats i fabricats per Bell Helicopter.

## Cultura popular
En els simuladors de vol existeixen una o més variants del Bell 206, com el simulador de vol de codi obert FlightGear, així com en el sector comercial.

## Especificacions (206B-L4)
Dades de Bell 206B-L4 specifications
Característiques generals
- Tripulació: un pilot
- Capacitat: quatre passatgers
- Longitud: 12'11 m
- Diàmetre del rotor: 10'16 m
- Alçada: 2'83 m
- Superfície del disc 81'1 m²
- Pes buit: 1.057 kg
- Pes màxim d'enlairament: 1.451 kg
- Motors: 1×  turboeix Allison 250-C30P, 420 cv; limitats a 317 cv per disseny

 Rendiment 
- Velocitat màxima absoluta : 130 nusos (241 km/h)
- Velocitat màxima: 120 nusos (222 km/h)
- Abast: 374 mn (693 km)
- Sostre de servei: 13.500 peus (4.115 m)
- Ràtio d'ascens: 1.350 peus/min (6.9 m/s)
- Càrrega del disc: 177 N/m²
- Potència/pes: 430 W/kg